# Адольф фон Браухіч
Адольф Вільгельм Бернгард фон Браухіч (нім. Adolf Wilhelm Bernhard von Brauchitsch; 7 листопада 1876, Берлін — 21 січня 1935, Хемніц) — німецький офіцер, генерал-майор рейхсверу.

## Біографія
Представник давнього сілезького роду. П'ятий із семи дітей і другий син генерала кінноти Бернгарда фон Браухіча (1833–1910) та його дружини Шарлотти, уродженої фон Гордон (1844–1906). Старший брат генерал-фельдмаршала Вальтера фон Браухіча.
Після закінчення кадетського корпусу 22 березня 1895 року вступив в 2-й піший гвардійський полк Прусської армії в Берліні. В 1899 році переведений в 2-го роту 8-го Тюринзького піхотного полку №153 в Альтенбурзі. З вересня 1906 — полковий ад'ютант. З вересня 1908 по листопад 1910 року — ад'ютант герцога Ернста II. Наприкінці січня 1913 року призначений командиром 7-ї роти фузілерного полку «Королева Вікторія Шведська» (Померанського) №34.
На початку Першої світової війни призначений командиром роти резервного піхотного полку № 20, пізніше — командиром батальйону запасного піхотного полку №211. Після війни, у січні 1919 року, переведений назад в фузілерний полку «Королева Вікторія Шведська» (Померанський) № 34.
Після демобілізації армії залишений в рейхсвері, перейшов в 13-й піхотний полку. В 1920 році призначений командиром 1-го батальйону 5-го піхотного полку. В червні 1923 року перейшов в Імперське військове міністерство. З листопада 1923 року — начальника управління армії під командуванням Ганса фон Зекта. З 1 травня 1926 року служив в штабі 12-го піхотного полку в Гальберштадті. З 1 квітня 1928 року — командир свого полку. 31 січня 1929 року вийшов у відставку.

## Нагороди
- Столітня медаль
- Орден Корони (Пруссія) 4-го класу
- Орден Церінгенського лева, лицарський хрест 2-го класу
- Орден Генріха Лева, лицарський хрест 2-го класу
- Почесний хрест (Ройсс) 3-го класу з короною
- Орден Альберта (Саксонія), лицарський хрест 2-го класу
- Орден Білого Сокола, лицарський хрест 2-го класу
- Орден дому Саксен-Ернестіне, лицарський хрест 1-го класу
- Медаль герцога Ернста
- Орден дому Ліппе, почесний хрест 3-го класу
- Орден Фрідріха (Вюртемберг), лицарський хрест 1-го класу
- Орден Святої Анни 3-го ступеня (Російська імперія)
- Хрест «За вислугу років» (Пруссія)
- Залізний хрест 2-го і 1-го класу
- Королівський орден дому Гогенцоллернів, лицарський хрест з мечами
- Ганзейський хрест (Гамбург)
- Хрест «За військові заслуги» (Австро-Угорщина) 3-го класу з військовою відзнакою